# Klimen
 Klimen  falu Horvátországban Krapina-Zagorje megyében. Közigazgatásilag Konjščinához tartozik.

## Fekvése
Krapinától 24 km-re délkeletre, községközpontjától 5 km-re északra a megye keleti részén, a Horvát Zagorje területén fekszik.

## Története
A településnek 1857-ben 132, 1910-ben 331 lakosa volt. Trianonig Varasd vármegye Zlatari járásához tartozott. 2001-ben 179 lakosa volt.

## Külső hivatkozások
Konjščina község hivatalos oldala